# 张良基
张良基（1934年10月—），男，山东掖县人，中华人民共和国政治人物，曾任北京市公安局局长，中共北京市政法委副书记，副总警监，中国共产党第十五次全国代表大会代表，第九届全国人大代表。
1934年出生于山东省掖县（今莱州市），1949年1月离家参军，考入了华北军政大学。1951年5月转业到北京市公安局外二分局（梁家园）施家胡同派出所当片儿警。1952年11月加入中国共产党，调入市局三处刑警大队。历任北京市公安局副处长、处长、副局长。1995年1月20日至1999年3月期间，任局长。
2004年离职休养，现任公安部咨询委员、中国警察协会特邀顾问。著有《张良基回忆录》。